# Jean Mallon
Jean Mallon (* 20. Juni 1904 in Le Havre; † 16. November 1982) war ein französischer Paläograph und Spezialist für römische Buchstaben (Graphen bzw. Glyphen).

## Werdegang
Als Absolvent an der École nationale des chartes in Paris erhielt er 1927 sein Diplom als Archivar und Paläograph. Anschließend war er Konservator bei den Archives nationales.
Jean Mallon hatte großen Einfluss auf die Entwicklung der französischen Paläographie. In den ersten Jahren seiner Arbeit, von 1937 bis 1939, behielt er die traditionelle Theorie bei, wonach alle spätantiken und frühmittelalterliche Schriftarten durch eine allmähliche Umformung aus der Capitalis quadrata bzw. Capitalis rustica stammen sollten. Mallon führte die Bedeutung des Duktus als dynamisches Element bei der Entwicklung von spätantiken Schriften ein. Er veranschaulichte dies auch in seinen Werken und schuf den ersten paläografischen Film („DUCTUS“). Darin zeigte er, in aufeinanderfolgenden Animationen, die grafische Veränderung der Glyphen durch die alltägliche Gebrauchsschrift (Ältere römische Kursive und Jüngere römische Kursive) bis hin zur Minuskel (Halbunziale und Carolina). Zusammen mit Robert Marichal und Charles Perrat veröffentlichte er 1939 L’écriture latine de la capitale romaine à la minuscule.

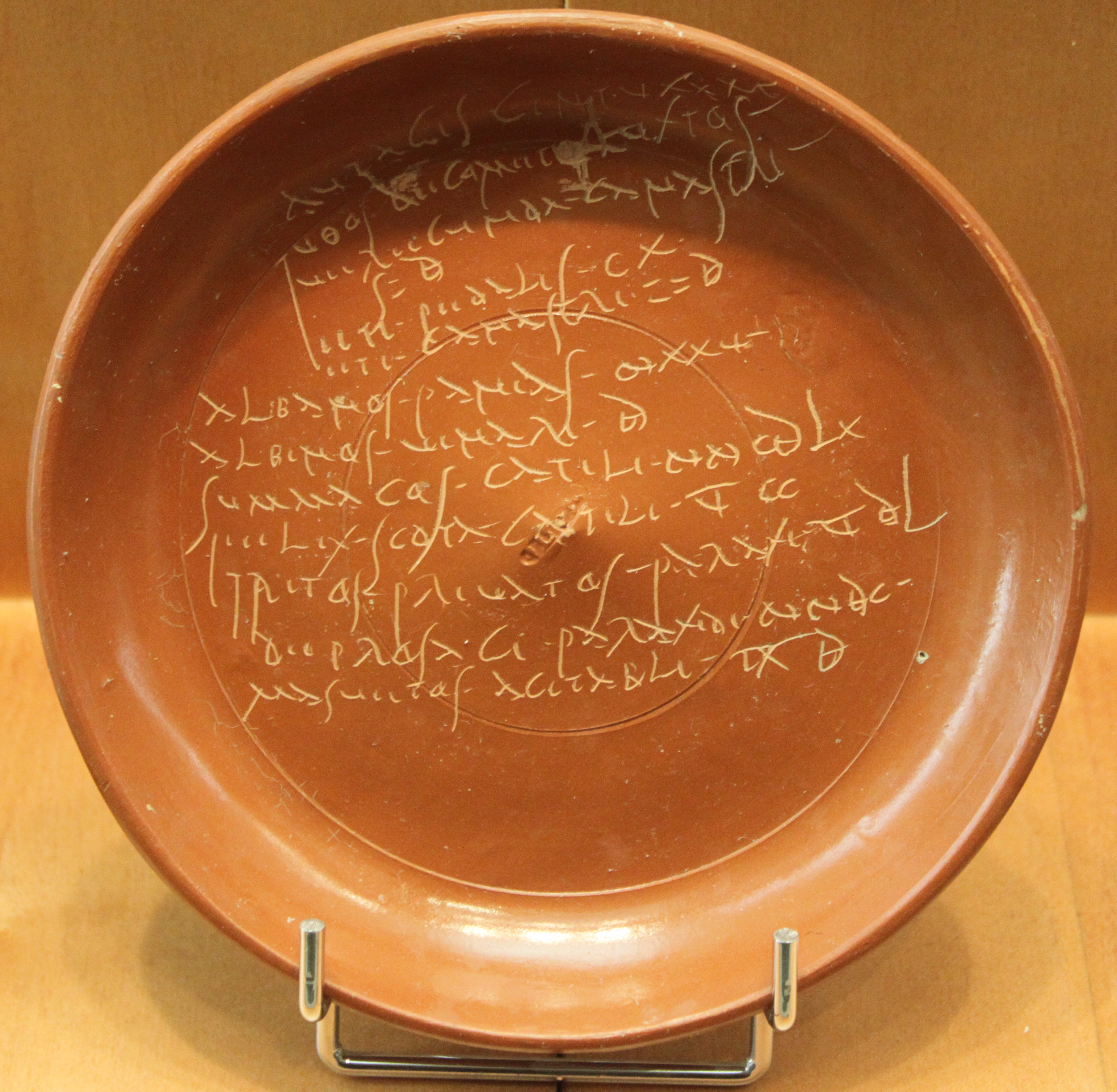
Römische Inschrift auf einer Keramikschale von La Graufesenque.
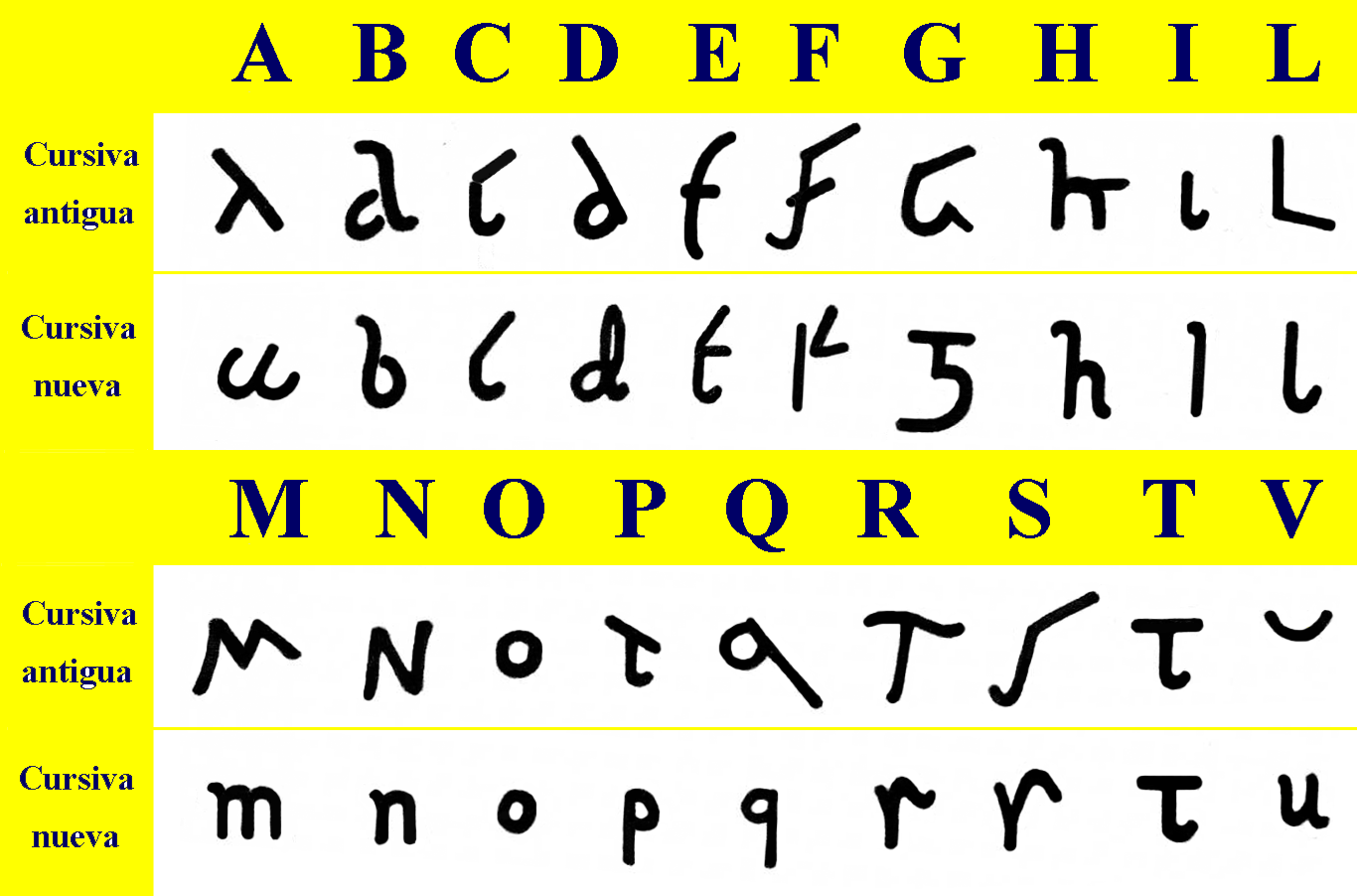
Ältere (oben) und jüngere (unten) römische Kursive im Vergleich.
- Karolingische Minuskel, nachgezeichnet von Originalen.

Nach dem Zweiten Weltkrieg war Mallon Projektleiter der „Nouvelle Paléographie“ (neue Paläographie) und veröffentlichte 1952 das Werk Paléographie romaine. Aufgrund seiner Originalität und seiner Arbeit in den Bereichen Epigraphik, Diplomatik, Papyrologie und Kodikologie galt er als „Pionier der neuen französischen Schule für Paläographie“.

## Werke
- Jean Mallon, Robert Marichal, Charles Perrat: L’écriture latine de la capitale Romaine à la minuscule. Paris 1939 (Arts et métiers graphiques).
- Paléographie romaine. Madrid 1952 (Consejo superior de investigaciones científicas, Instituto Antonio de Nebrija de filologia, 189 S.).
- De l’écriture: recueil d’études publiées de 1937 à 1981. Paris 1982 und 1986 (Éd. du Centre national de la recherche).
- Remarques sur les diverses formes de la lettre B dans l’écriture latine. In: Bibliothèque de l’École des chartes 1938, S. 229–242 (französischer Artikel mit Zeichnungen online).